# 굶주림 (소설)

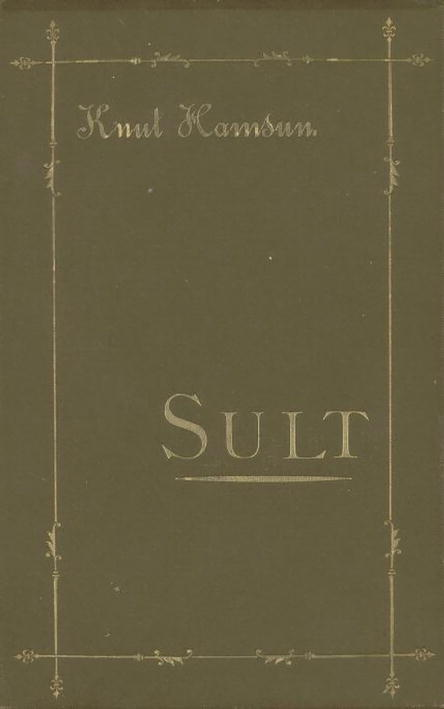

《굶주림》(노르웨이어: Sult)은 크누트 함순의 1890년 소설이다. 이 작품은 함순의 젊은 시절의 방랑생활의 체험을 바탕으로 한 자서전적인 명작으로, 북구 3국의 합작으로 영화화되기도 했다.

## 줄거리
내용은 크리스티아냐를 배경으로 펼쳐진다. 천재적이면서도 가난한 생활에 굶주리고 있는 주인공 시인이 영양실조 때문에 몽유병자처럼 거리를 돌아다니면서 스치는 행인들에게 여러 가지 기묘한 말을 하고 지나간다. 사람을 미워하기도 하고 갑자기 상냥스러워지기도 하며 또는 화를 내기도 하며, 정신의 고상함을 유지하면서도 너무나도 겹친 배고픔을 견딜 수 없어 죽을 지경에 이르지만 그러나 자기의 생활력을 소멸시킬 수는 없고 그리하여 모든 희망을 버리고 우연한 기회에 러시아 화물선에 고용되어 고향을 등지고 사라져간다.

## 영화화
- Hunger (2001년)
- Hunger (1996년)